# 江灌
江灌（?—?），字道群，东晋陈留郡圉县（治今河南省杞县西南）人，江逌从弟。尚书郎江瞢之子。
江灌年轻时知名，才识次于从兄江逌。州辟主簿，举秀才，为治中。历任司徒属、北中郎长史，领晋陵郡太守，司马昱引为抚军从事中郎，转任吏部郎。谢奕为尚书，铨叙不公允，江灌执正不阿，谢奕以其他事将他免官。司马昱用他为抚军司马，转任御史中丞、吴兴郡太守。性情方正，蔑视权贵，被大司马桓温所忌恨，朝廷征召他入朝为侍中，桓温以他在郡里公事有失，弹劾解职，于是多年不起用。桓温去世后，江灌复官为尚书、中护军，出为吴郡太守。未就职，在官任上去世。